# Индраварман III
Шри Индраварман III (кхмер. ឝ្រីន្ទ្រវម៌្ម) — правитель Кхмерской империи (1295—1308).

## Биография
Зять Джаявармана VIII, благодаря предательству супруги, стал императором.
На годы его правления приходится приезд представительства и посольства хана Хубилая во главе с Чжоу Дагуанем (1296—1297).
Первая надпись, написанная о его правлении, датируется 1309 годом, через два года после его отречения в пользу родственника Шриндраджаявармана, она написана на пали — что значит, что буддизм, как основное вероисповедание, начал набирать силу.